# Municipio Atures
El Municipio Autónomo Atures es uno de los 7 municipios que conforman el estado Amazonas. Esta jurisdicción tiene la mayor concentración de población del estado. Su capital es Puerto Ayacucho, la cual también es la capital del estado y dicha ciudad es sede de los poderes públicos del estado. Tiene una superficie de 4500 km² y una población 135 000 habitantes (2023).

## Toponimia
El nombre proviene de los primeros pobladores de la región y de los rápidos del río Orinoco que interrumpen la navegación en esa zona, conocidos como "raudales de Atures". 

## Historia

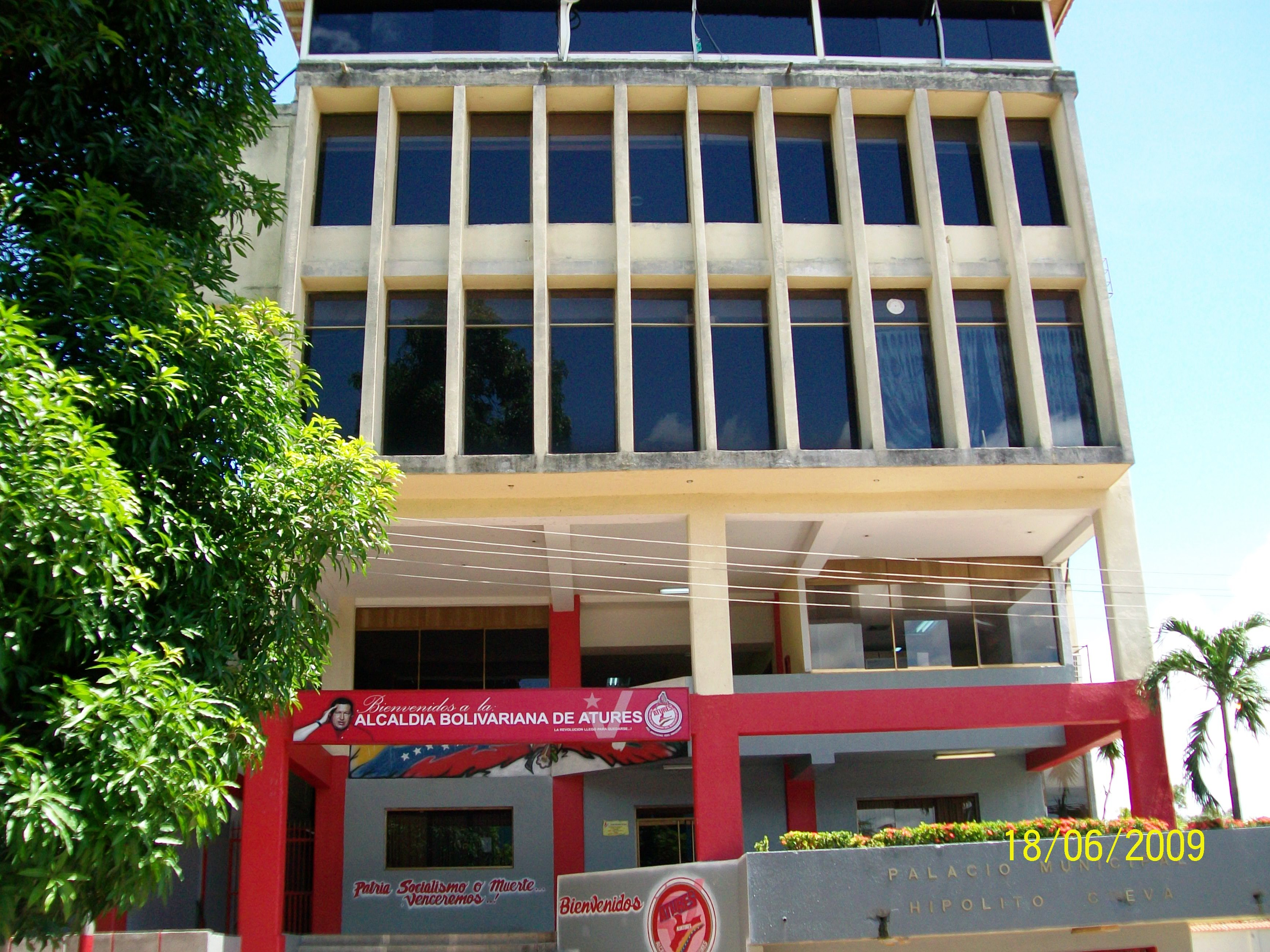
Sede de la alcaldía del municipio.

Juan Nepomuceno de Atures fue fundado por el padre jesuita Francisco González en 1748, última misión subiendo el río que fundaron los hijos de San Ignacio. Su capital Puerto Ayacucho es una ciudad con tres nacimientos o con tres Cédulas de Identidad. Ninguna de ellas puede ocultarse ni olvidarse, pues cada una tiene su historia, y el Puerto Ayacucho de hoy debe parte de su idiosincrasia a las otras dos. La historia de esta ciudad no comienza en 1924 sino mucho antes, cuando el primer Puerto Ayacucho llevaba el nombre de Juan Nepomuceno de Atures.
Juan Nepomuceno de Atures fue fundado por el padre jesuita Francisco González en 1748 en el sitio llamado El Raudal. En tiempos de la Expedición Solano, tenía la Misión 520 indios. En 1800, solo 47: Piaroas, Macos, Cuacas, Maipures, Abanes, Parenes, Guaipuinabes y Yavaranas. Alexander von Humboldt pasó por el lugar en ese momento. Gumilla (1963:298) anota que el idioma de los maipures contenía muchas palabras prestadas de los Achaguas como resultado de sus relaciones comerciales. Lo que quiere decir que estos grupos indígenas mantenían intercambios comerciales con comunidades de los Llanos, probablemente para abastecerse.
El segundo Puerto Ayacucho tuvo su origen en el pueblo de pescadores Perico, asentado en la parte baja de la ciudad actual, a orillas del río Orinoco. Este asentamiento con propósito comercial aparece descrito en los relatos de los padres Bierold y Buró, quienes llegaron con los primeros salesianos.
lácido Barrios menciona a Pedro Rodríguez, caletero, pescador y cuidador de bongos y curiaras, quien ofrecía resguardo a las embarcaciones de aquellos que viajaban a pie hacia los poblados indígenas. En 1919, estableció su humilde vivienda en Caramacatal, un área caracterizada por la presencia de árboles Caramacate, en lo que hoy es el Barrio Aguao, cerca de la alcabala de la Guardia Nacional, adscrita a la Aduana local. Sin embargo, jamás imaginó que estaba contribuyendo al surgimiento de un pueblo que más tarde sería Puerto Ayacucho.
Barrios destaca a Rodríguez como el verdadero fundador de Puerto Ayacucho en su segunda fase. Según Anilo Paminare, cuando llegó a Amazonas en 1931, el antiguo Perico contaba con solo 12 casas de palma, siendo la de Maniglia la única construida con zinc. A diferencia de la primera fase de la ciudad, en este segundo asentamiento no había presencia indígena, ya que su población estaba conformada por personas provenientes de otros estados vecinos, como excaucheros y sarrapieros que trabajaban de manera independiente.
El tercer Puerto Ayacucho, considerado la capital actual, fue fundado oficialmente por el ingeniero Santiago Aguerrevere. La ciudad creció lentamente hasta la década de los 60, pero a partir de los 70 experimentó un rápido crecimiento, impulsado en sus inicios por la migración interna dentro del territorio y posteriormente por la llegada de pobladores de estados vecinos.
Desde sus inicios, Puerto Ayacucho tuvo una naturaleza comercial, ya que sus habitantes se asentaron en la zona con el interés de recibir remuneración al trabajar en la construcción de la carretera. Según el artículo 75 del Código de Comercio, los actos ejecutados por compañías de construcción y trabajos públicos y privados son considerados actividades comerciales, lo que reafirma esta visión.
De acuerdo con Plácido Barrios, Juan Vicente Gómez ordenó realizar estudios para construir una carretera que permitiera sortear los Raudales, conectando San Borja con El Muerto. Inicialmente, debía construirse desde Carichana, una antigua misión religiosa, hasta un punto aguas arriba del raudal de El Muerto. Sin embargo, debido a razones presupuestarias, la obra se redujo al tramo entre Perico y Morganito, llegando únicamente hasta Samariapo.
El ingeniero Santiago Aguerrevere, seleccionado por Gómez, fue el encargado de dirigir los trabajos. Su compañía constructora obtuvo la buena pro, lo que le permitió desarrollar la primera carretera en el Territorio Federal Amazonas.
Plácido Barrios hace referencia después y le da relevancia a un grupo de personas de clase trabajadora que conjuntamente con Aguerrevere son los artífices de esta nueva fase de la ciudad: Pedro Rodríguez y su esposa Mariana, Marcelino Hernández y su familia, el margariteño Manuel Antonio Pacheco y el cumanés Arturo Cova eran carreteros transportistas, establecidos en ambas márgenes del río Cataniapo.
Entre los navegantes transportistas, propietarios de piraguas, se destacaban Jesús Flores con Centenario, Guillermo Roos con La Eloísa, Willy Julián López con El Relámpago y Don Lucas Frontado con La Frontera. (El Autana, 9 de diciembre de 1981).
El primer barrio de Puerto Ayacucho, se fundó en Perico, porque allí atracaban todos los barcos que en operación de cabotaje venían con su cargamento de hombres y de víveres para contribuir con la construcción de la carretera.
El 22 de septiembre de 2015 el presidente venezolano, Nicolás Maduro declara parcialmente un Estado de excepción en el estado fronterizo de Amazonas, por la crisis diplomática con Colombia originado por los acontecimientos ocurridos en el Estado Táchira el 21 de agosto del mismo año, siendo esta entidad municipal uno de los cinco municipios afectados por la medida presidencial.

## Geografía

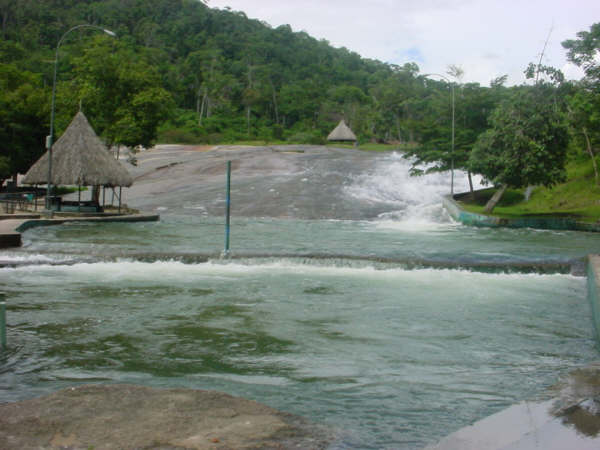
Tobogan de la Selva en las afueras de Puerto Ayacucho.

- Altitud: 110 metros.
- Latitud: 5°10′0″ N
- Longitud: 66°49′59″ O

### Límites
- Al norte: el estado Bolívar y Colombia.
- Al sur: el municipio Autana del estado Amazonas.
- Al este: el estado Bolívar.
- Al oeste: Colombia.

### Organización parroquial
| Parroquia            | Superficie | Población    | Densidad       |
| -------------------- | ---------- | ------------ | -------------- |
| Fernando Girón Tovar | km²        | 43 895 hab.  | hab./km²       |
| Luis Alberto Gómez   | km²        | 61 221 hab.  | hab./km²       |
| Parhueña             | km²        | 18 271 hab.  | hab./km²       |
| Platanillal          | km²        | 11 613 hab.  | hab./km²       |
| Municipio Atures     | 4 500 km²  | 135.000 hab. | 14,28 hab./km² |

## Política y gobierno

### Alcaldes
| Período     | Alcalde                    | Partido político / Alianza | % de votos | Notas |
| ----------- | -------------------------- | -------------------------- | ---------- | --- |
| 1989 - 1992 | Luis José González Herrera |                            | 50,53      | Primer alcalde bajo elecciones directas |
| 1992 - 1995 | Nelson Antonio Silva       |                            | 37,33      | Segundo alcalde bajó elecciones directas |
| 1995 - 2000 | Hugo Alencar Tovar         |                            | -          | Tercer alcalde bajó elecciones directas (se realizaron elecciones generales adelantadas en el 2000 debido a la aprobación de la Constitución de 1999) |
| 2000 - 2004 | Ángel Rodríguez            |                            | 29,95      | Cuarto alcalde bajó elecciones directas |
| 2004 - 2007 | Mireya Labrador            |                            | 38,84      | Quinto alcalde bajó elecciones directas (No culminó su período, fue revocado su mandato).                                                             |
| 2007 - 2008 | Luis Urbina Puerta         |                            | -          | (Alcalde encargado por la revocación del mandato de Labrador).                                                                                        |
| 2008 - 2013 | Omar Patiño                |                            | 38,00      | Sexto alcalde bajó elecciones directas.(se postergan 1 año las elecciones municipales pautadas para finales del 2012)                                 |
| 2013 - 2017 | Adriana González           | /                          | 49,57      | Sexto alcalde bajó elecciones directas |
| 2017 - 2021 | José Zamora                |                            | 91,43      | Séptimo alcalde bajó elecciones directas |
| 2021 - 2025 | Yamilet Mirabal            |                            | 41,59      | Octavo alcalde bajó elecciones directas |

### Concejo municipal
Periodo 2021 − 2025
| Concejales:     | Partido político / Alianza |
| --------------- | -------------------------- |
| Elias Díaz      | PSUV                       |
| Sonia Bustos    | PSUV                       |
| Jorvin Yarumare | PSUV                       |
| Sofia Acosta    | PSUV                       |
| José Moreno     | PSUV                       |
| José Navarro    | PSUV                       |
| William Franchi | MUD                        |
| Zaindra Menare  | PUAMA                      |
| Wilson Martinez | (Representacion Indígena)  |